# Westfalia (motorfiets)
Westfalia is een historisch merk van motorfietsen.
De bedrijfsnaam was Ramesohl & Schmidt, Oelde (Bielefeld).
Dit is een ooit bekend Duits merk dat van 1901 tot 1906 1¾- en 2½pk-motorblokken van De Dion, Zedel, Fafnir en andere leveranciers als inbouwmotor gebruikte.